# Hylaea cumularia
Hylaea cumularia är en fjärilsart som beskrevs av Achille Guenée 1858. Hylaea cumularia ingår i släktet Hylaea och familjen mätare. Inga underarter finns listade i Catalogue of Life.